# Johann Reuchlin
Johann Reuchlin (uneori numit Johannes) (n. 29 ianuarie 1455, Pforzheim – d. 30 iunie 1522, Stuttgart) a fost un umanist german și un savant de greacă și ebraică. A fost un autor  de scrieri oculte. A publicat lucrări ca De Verbo Mirifico (1494) sau De Arte Cabbalistica (1517).
Numele său a fost grecizat de către prietenii săi italieni în Capnion (Καπνίων), el se numea adesea ca Phorcensis.